# Rona de Sus
Rona de Sus (ukr. Вишня Рівня, Wysznia Riwnia) – wieś w Rumunii, w okręgu Marmarosz, w gminie Rona de Sus. W 2011 roku liczyła 3225 mieszkańców.